# The Sacrifice of Kathleen
The Sacrifice of Kathleen é um filme mudo norte-americano de 1914, do gênero drama, lançado pela General Film Company. Foi dirigido e estrelado por Van Dyke Brooke.
O filme foi relançado nos Estados Unidos pela Favorite Films sob o título The Salvation of Kathleen, em 11 de fevereiro de 1918.

## Elenco
- Norma Talmadge – Kathleen
- Leo Delaney – Sperry Atkins
- Van Dyke Brooke – Brandon
- Josie Sadler – Sra. Weathersby